# Las aventuras de Julius Chancer
Las Aventuras de Julius Chancer es una serie de historietas escrita y dibujada desde 2002 por Garen Ewing, la primera de las cuales (y la única publicada hasta ahora) se titula La Orquídea Arco Iris (The Rainbow Orchid en el inglés original). Ambientada en la década de 1920, narra la expedición de Chancer en búsqueda de la mítica orquídea arcoiris. Partiendo desde Inglaterra, la aventura conduce a los personajes primero a Francia, luego a Karachi en la India y hasta el Valle del Indo. Dibujada en el estilo de línea clara ha sido publicada en inglés por Egmont, en neerlandés por Silvester Strips, en francés por BD Must Editions, y en español por NetCom2.